# Ragnar Myrsmeden

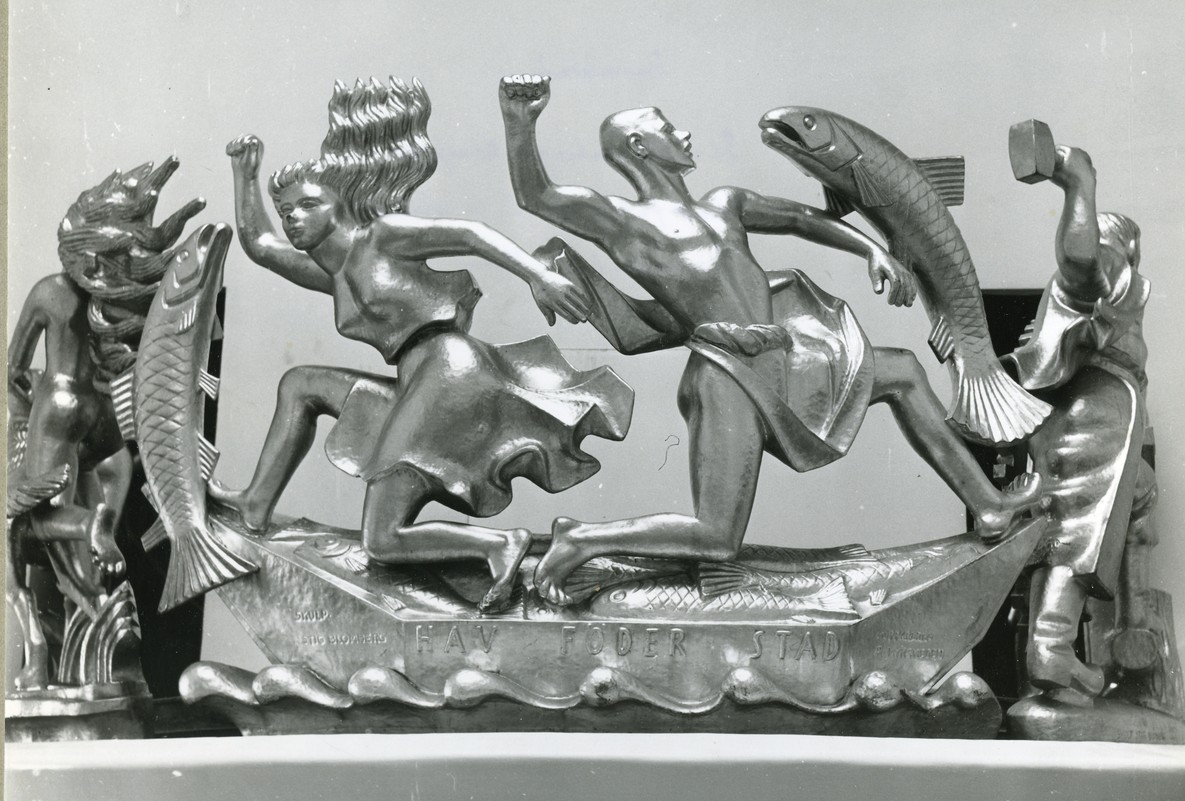
Laxfiskarna av Stig Blomberg i klockspelet i Halmstads rådhus, 1938

Ragnar Alexis Myrsmeden, född 2 februari 1889 i Arvika landsförsamling i Värmlands län, död 1 mars 1989 i Västerleds församling, Stockholm, var en svensk konstsmed och skulptör.
Ragnar Myrsmeden var son till konstsmeden Petter Andersson på Myra och hos honom började han sin utbildning. Därefter studerade han vid Slöjdföreningens skola i Göteborg 1907-1908, som statsstipendiat 1922 fick han möjlighet att studera i Tyskland, Italien och Danmark. Hans arbeten består av det hantverkliga utförandet i driven koppar efter andras förlagor samt som självständig porträttskulptör i koppar.
Han är representerad i Stockholms stadshus med figurgrupper i koppar ritade av arkitekten Ragnar Östberg och med fyra grupper ritade av Stig Blomberg i Halmstads rådhus klockspel samt på Nationalmuseum med kopparreliefer och med en av Aron Sandberg gestaltad Sankt Göran på fasaden till Sankt Görans församlingshus. Myrsmeden har också gjort den nio meter höga kvinnoskulptur, känd som Milda och representerande den lettiska nationen, som står överst på Frihetsmonumentet i Riga, Lettlands huvudstad, och som invigdes 1935.
Han var från 1921 gift med Thora Nystedt och far till konstnären Åke Myrsmeden.